# Achille Valenciennes

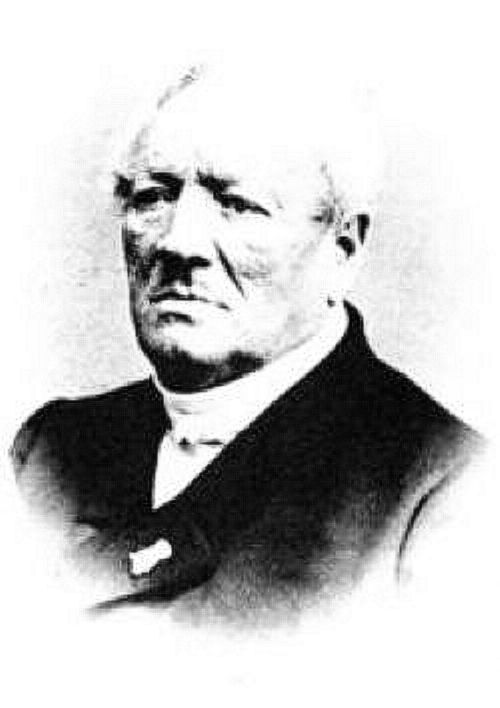
Achille Valenciennes.

Achille Valenciennes, född 9 augusti 1794 i Paris, död 13 april 1865, var en fransk zoolog.
Valenciennes var professor i zoologi vid Muséum national d'histoire naturelle i Jardin des plantes, Paris. Han är mest känd som medarbetare i det av honom tillsammans med Georges Cuvier utgivna stora arbetet om fiskar, Histoire naturelle des poissons (22 band, 1829–1849). Valenciennes publicerade dessutom en mängd undersökningar, särskilt rörande blötdjur och maskar.